# Frecăței (Brăila)
Frecăţei é uma comuna romena localizada no distrito de Brăila, na região de Muntênia. A comuna possui uma área de 430.56 km² e sua população era de 1607 habitantes segundo o censo de 2007.